# NGC 2119
NGC 2119  è una vasta galassia ellittica situata nella costellazione di Orione, a una distanza di circa 170 milioni di anni luce dalla nostra Via Lattea.

## Scoperta
La galassia è stata scoperta il 9 gennaio 1880 dall'astronomo francese Édouard Stephan.

## Descrizione
Data la sua luminosità superficiale pari a 14,20, NGC 2119 può essere classificata come una galassia a bassa luminosità superficiale (nella letteratura in lingua inglese abbreviata in LSB, acronimo di Low Surface Brightness). Le galassie LSB sono galassie di tipo diffuso (D) con una luminosità superficiale inferiore di almeno una magnitudine a quella del cielo notturno circostante.